# Juan Brunetta
Juan Francisco Brunetta (Laboulaye, Córdoba, Argentina; 12 de mayo de 1997) es un futbolista argentino que juega como mediapunta o extremo para  Tigres de la UANL de la Primera División de México.

## Trayectoria

### Inicios
Comenzó jugando al fútbol en su ciudad natal, más precisamente en el Sportivo Norte. A los 9 años arribó al Club Atlético Boca Juniors de la mano de Ramón Maddoni (quien descubrió futbolistas de la talla de Carlos Tévez, Fernando Gago y Juan Román Riquelme). Permaneció en el club Xeneize durante un total de tres años, hasta que decidió emigrar.
Fue entonces cuando se trasladó a las divisiones juveniles del Club Estudiantes de La Plata, en donde vivía en una pensión y echaba de menos a su familia, por lo que decidió volver a su ciudad natal. Allí jugó en Central Córdoba, hasta que Carlos Botegal, quien lo había llevado a Estudiantes de La Plata, insistió hasta que logró convencerlo de formar parte de Arsenal de Sarandí, en donde permaneció hasta su debut en Primera División en el año 2016. 

### Arsenal de Sarandí
Empezó a practicar con la primera de Arsenal en el mes de junio, a las dos semanas de haber iniciado su aventura en la Primera División, fue convocado a la Selección de fútbol sub-20 de Argentina, dirigida por Julio Olarticoechea.
Su debut en la Primera División de Argentina se produjo en la segunda fecha del campeonato, en un encuentro que enfrentaba a Arsenal contra el Club Atlético Tucumán. Dicho partido se lo llevaría el conjunto tucumano por un marcador de 3 a 1, en el Estadio Julio Humberto Grondona. En dicho partido realizó una asistencia, en lo que fue el único gol de su equipo, marcado por Jonathan Bottinelli.
Volvió a hacer una aparición en la derrota de su equipo frente a Racing Club, disputando 30 minutos. Fue titular en el empate de su equipo frente al Club Atlético River Plate por un marcado de 2 a 2, siendo una de las figuras del partido y organizando la jugada del primer gol de Arsenal.

### Belgrano de Córdoba
En agosto de 2017 el Club Atlético Belgrano contrata al jugador, comprándole el 50% del pase.

### Santos Laguna

#### 2022-23
El 23 de junio de 2022, Brunetta llegó al Santos Laguna de México, proveniente del Parma a cesión por un año con opción a compra para al Torneo Apertura 2022.
Su debut con Santos Laguna fue el 8 de julio de 2022, en la segunda jornada del torneo ante Puebla, en el cual ingresó de cambio por Eduardo Aguirre y su club perdió por 0-1.
El 31 de julio de 2022, marcó su primer gol con Santos Laguna, que significó el triunfo de 1-0 sobre Atlas.
Santos Laguna logró ubicarse en la cuarta posición y como la mejor ofensiva del torneo clasificó directamente a cuartos de final. Se enfrentaron a Toluca, la ida fue derrota de su club por 3-4, encuentro en el que Brunetta fue expulsado por doble amonestación y suspendido para el partido de vuelta, que finalizó con derrota de 1-2 y con la eliminación de su equipo, así concluyendo dicho torneo con cuatro goles y cinco asistencias en dieciocho partidos.
Debido a su rendimiento, el 19 de febrero de 2023, y comenzado el Torneo Clausura, Santos Laguna acordó con C. D. Godoy Cruz su traspaso definitivo por 2.35 millones de euros.
Al término del torneo, Santos Laguna finalizó en decimotercera posición, y logró alcanzar los cuartos de final, tras superar en repechaje a Pachuca, vigente campeón. Brunetta disputó 18 encuentros, marcó cinco goles y repartió cuatro asistencias durante el torneo.

#### 2023-24
En el Torneo Apertura, Brunetta marcó su primer doblete con Santos Laguna, el 29 de octubre de 2023, en la victoria de 5-1 sobre F. C. Juárez.
Santos Laguna concluyó la competición en la novena posición, clasificando al Play-In, en el primer encuentro venció como local por 2-1 a Mazatlán con doblete de Brunetta, y en el segundo encuentro fue derrotado por León por marcador de 2-3, finalizando el torneo para su club.
Brunetta durante el torneo disputó dieciocho partidos, en los cuáles marcó diez goles y repartió once asistencias, convirtiéndose en el máximo asistente y en el futbolista más productivo de la Liga MX.

### Tigres UANL
El 27 de diciembre de 2023, se anunció su traspaso definitivo a los Tigres UANL de la liga mexicana, a petición del entrenador Robert Dante Siboldi.

## Selección nacional

### Selección Argentina Sub-20
Fue convocado a la Selección de fútbol sub-20 de Argentina, dirigida por Julio Olarticoechea y formó parte de la lista preliminar de Argentina para los Juegos Olímpicos de Río de Janeiro 2016

### Parcipaciones Sub-23
| Torneo                        | Sede     | Resultado | Partidos | Goles |
| ----------------------------- | -------- | --------- | -------- | ----- |
| Preolímpico Sudamericano 2020 | Colombia | Campeón   | 2        | 0     |

## Estadísticas

### Clubes
Actualizado hasta su último partido disputado el 9 de agosto de 2025.
| Club                         | Div.          | Temporada     | Liga  | Liga  | Liga   | Copas | Copas | Copas  | Internacional | Internacional | Internacional | Total | Total | Total  |
| Club                         | Div.          | Temporada     | Part. | Goles | Asist. | Part. | Goles | Asist. | Part.         | Goles         | Asist.        | Part. | Goles | Asist. |
| ---------------------------- | ------------- | ------------- | ----- | ----- | ------ | ----- | ----- | ------ | ------------- | ------------- | ------------- | ----- | ----- | ------ |
| Arsenal de Sarandí Argentina | 1.ª           | 2016-17       | 23    | 4     | 4      | —     | —     | —      | 4             | 2             | 0             | 27    | 6     | 4      |
| Arsenal de Sarandí Argentina | Total club    | Total club    | 23    | 4     | 4      | 0     | 0     | 0      | 4             | 2             | 0             | 27    | 6     | 4      |
| C. A. Belgrano Argentina     | 1.ª           | 2017-18       | 13    | 1     | 1      | 3     | 0     | 0      | —             | —             | —             | 16    | 1     | 1      |
| C. A. Belgrano Argentina     | 1.ª           | 2018-19       | 21    | 2     | 1      | 1     | 1     | 0      | —             | —             | —             | 22    | 3     | 1      |
| C. A. Belgrano Argentina     | Total club    | Total club    | 34    | 3     | 2      | 4     | 1     | 0      | 0             | 0             | 0             | 38    | 4     | 2      |
| C. D. Godoy Cruz Argentina   | 1.ª           | 2019-20       | 19    | 6     | 1      | 2     | 0     | 1      | 2             | 0             | 1             | 23    | 6     | 3      |
| C. D. Godoy Cruz Argentina   | Total club    | Total club    | 19    | 6     | 1      | 2     | 0     | 1      | 2             | 0             | 1             | 23    | 6     | 3      |
| Parma Calcio 1913 · Italia   | 1.ª           | 2020-21       | 12    | 1     | 2      | 2     | 2     | 0      | —             | —             | —             | 14    | 3     | 2      |
| Parma Calcio 1913 · Italia   | 2.ª           | 2021-22       | 25    | 1     | 6      | 1     | 1     | 0      | —             | —             | —             | 26    | 2     | 6      |
| Parma Calcio 1913 · Italia   | Total club    | Total club    | 37    | 2     | 8      | 3     | 3     | 0      | 0             | 0             | 0             | 40    | 5     | 8      |
| Santos Laguna · México       | 1.ª           | 2022-23       | 36    | 9     | 9      | —     | —     | —      | —             | —             | —             | 36    | 9     | 9      |
| Santos Laguna · México       | 1.ª           | A-2023        | 18    | 10    | 11     | —     | —     | —      | 2             | 0             | 0             | 20    | 10    | 11     |
| Santos Laguna · México       | Total club    | Total club    | 54    | 19    | 20     | 0     | 0     | 0      | 2             | 0             | 0             | 56    | 19    | 20     |
| Tigres de la UANL · México   | 1.ª           | C-2024        | 19    | 7     | 5      | —     | —     | —      | 6             | 0             | 0             | 25    | 7     | 5      |
| Tigres de la UANL · México   | 1.ª           | 2024-25       | 38    | 11    | 5      | 1     | 1     | 0      | 11            | 2             | 3             | 50    | 14    | 8      |
| Tigres de la UANL · México   | 1.ª           | 2025-26       | 3     | 1     | 1      | —     | —     | —      | 3             | 0             | 3             | 6     | 1     | 4      |
| Tigres de la UANL · México   | Total club    | Total club    | 60    | 19    | 11     | 1     | 1     | 0      | 20            | 2             | 6             | 81    | 22    | 17     |
| Total carrera                | Total carrera | Total carrera | 227   | 53    | 46     | 10    | 5     | 1      | 28            | 4             | 7             | 265   | 62    | 54     |
| 1. 2. 3.                     |               |               |       |       |        |       |       |        |               |               |               |       |       |        |

## Palmarés

### Campeonatos internacionales
| Título                   | Club             | Sede     | Año  |
| ------------------------ | ---------------- | -------- | ---- |
| Preolímpico Sudamericano | Argentina Sub-23 | Colombia | 2020 |

### Distinciones individuales
| Distinción                                                 | Año  |
| ---------------------------------------------------------- | ---- |
| Máximo asistente del Torneo Apertura 2023 de la Liga MX    | 2023 |
| Balón de Oro al Mejor Medio Ofensivo del año de la Liga MX | 2024 |
| Balón de Oro al Mejor Jugador del año de la Liga MX        | 2024 |